# Joseph Befe Ateba
Joseph Befe Ateba (Nkoabe, Camarões, 25 de abril de 1962 — Camarões, 4 de junho de 2014) foi um prelado camaronês da Igreja Católica que serviu como bispo da Diocese de Kribi.

## Biografia
Foi ordenado sacerdote em 20 de junho de 1987 pelo arcebispo de Iaundé, Jean Zoa.

Em 19 de junho de 2008, Ateba foi nomeado o primeiro bispo da Diocese de Kribi, Camarões, tendo sido consagrado em 4 de outubro do mesmo ano. Ele morreu ainda no cargo em 4 de junho de 2014 aos 52 anos.